# Milton Acorn
Milton Acorn (* 30. März 1923 in Charlottetown, Prince Edward Island; † 20. August 1986 ebenda) war ein kanadischer Schriftsteller.

## Leben
Acorn, der ursprünglich Zimmerer war, erhielt aufgrund einer Verwundung im Zweiten Weltkrieg eine Invalidenrente.
Acorn begann mit der Veröffentlichung seiner Werke in New Frontiers, während seine erste Sammlung von Gedichten mit dem Titel In Love and Anger 1956 in einer privaten Auflage in Montreal erschien. Zwischen Februar 1960 und Juni 1962 war er Mitherausgeber von sieben Ausgaben der kleinen Zeitschrift Moment, und zwar zunächst zusammen mit A. W. Purdy und danach mit Gwendolyn MacEwen, die er 1962 heiratete. 1963 veröffentlichte Contact Press eine kleine Sammlung seiner Gedichte unter dem Titel Jawbreakers, während die Literaturzeitschrift The Fiddlehead ihre Frühjahrsausgabe 1963 der Lyrik Acorns widmete. Diese Werke trugen ihm zusammen mit dem bei The Ryerson Press erschienenen Volksbuch The Brain’s the Target (1960) und Against a League of Liars (1961) weite Anerkennung bei.
Mitte der 1960er Jahre zog er nach Vancouver, wo er passioniertes und streitlustiges Mitglied des literarischen und journalistischen Undergrounds wurde. Nachdem seine erste große Sammlung I’ve Tasted My Blood (1969) bei der Vergabe des Preises des Generalgouverneurs (Governor General’s Award) übergangen wurde, ehrten ihn andere Dichter mit einem eigens geschaffenen Volksdichterpreises (People’s Poet Award), welcher sowohl seine Fähigkeit als Schriftsteller als auch seine nationalistische und aktivistische Haltung anerkannte.
Später ließ er sich in Montreal und Toronto sowie dann wieder in Vancouver nieder, ehe er nach einem weiteren längeren Aufenthalt in Toronto letztendlich nach Charlottetown verzog. 1971 veröffentlichte er I Shout Love und On Shaving off his Beard, eine 2-Gedichte-Sequenz von privaten Betrachtungen und politischen Schmähreden, die nicht weit verbreitet wurde. Sein 1972 erschienenes More Poems for People widmete er Dorothy Livesay.
1975 wurde seine Gedichtsammlung The Island Means Minago mit dem Governor General’s Award ausgezeichnet, und Acorn übernahm zunehmend die Rolle des Enfant terrible der kanadischen Lyrik. In den folgenden Jahren erschienen Jackpine Sonnets (1977) sowie Captain Neal MacDougal & the Naked Goddess. A Demi-Prophetic Work as a Sonnet-Series (1982). Die vollständigste und umfangreichste Sammlung von Acorns Lyrik erschien 1983 unter dem Titel Dig up my Heart: Selected Poems 1952-1983.

### Schreibstil und Wirkung
Er war als Schriftsteller und Dichter eine radikale Persönlichkeit mit starken linkspolitischen Ansichten und Gefühlen für die Arbeiterklasse. Er übertrug diese Elemente in seinen Werken mit aggressiv-polemischer Qualität und nach seinen Worten „ohne Apologie oder Verlegenheit für den Gebrauch von marxistischen oder existentialistischen Ideen“.
Obwohl er sich radikalen Themen widmete, und häufig in deren Gefühlen und Sprachstil gefangen war, behielt er den unveränderlichen Kern der Prince Edward Island bei und lieferte damit die besten seiner dichterischen Momente. Unaufdringlich in seinen Gefühlen, kamen seine Kraft und Direktheit von Bild des alltäglichen Insellebens. Dem Klassenkampf verbunden, bevölkerten Arbeiter und Arbeiterinnen aus Kanada seine Gedichte, und zahlten unaufhörlich Tribut an ihr Leiden, ihr demütiges Kunsthandwerk und ihre geäußerte Zuverlässigkeit.

## Veröffentlichungen
- In love and anger, 1956
- Against a league of liars, 1960
- The brain’s the target, 1960
- Jawbreakers, 1963
- I’m a silence so grim …, 1963
- I’ve tasted my blood, 1969
- I’ve tasted my blood ; poems 1956 to 1968, 1969
- I shout love, 1971
- More Poems for People, 1973
- The Island means Minago, 1975
- Jackpine sonnets, 1977
- Captain Neal MacDougal & the naked goddess, 1982
- Dig up my heart, 1983
- Whiskey Jack, 1986
- A stand of jackpine, 1987
- I shout love, and other poems, 1987
- The uncollected Acorn, 1987
- Hundred proof earth, 1988
- To hear the faint bells, 1996
- Celebration! Selected Canadian Poets (#5), 2000
- The Edge of Home, 2002
- After the Eclipse, 2004

## Hintergrundliteratur
- Patricia Aitken: The poet as social conscience. The poetry of Milton Acorn, 1978
- Ed Jewinski: Milton Acorn, 1990
- Richard Lemm: Milton Acorn. In Love and Anger, 1999
- Terry Barker: After Acorn. Meditations on the message of Canada’s people’s poet, 1999
- Anne Compton: The edge of home. Milton Acorn from the island, 2002
- James Doyle: For My Own Damn Satisfaction: the Communist Poetry of Milton Acorn[1]